# کدو قلیایی

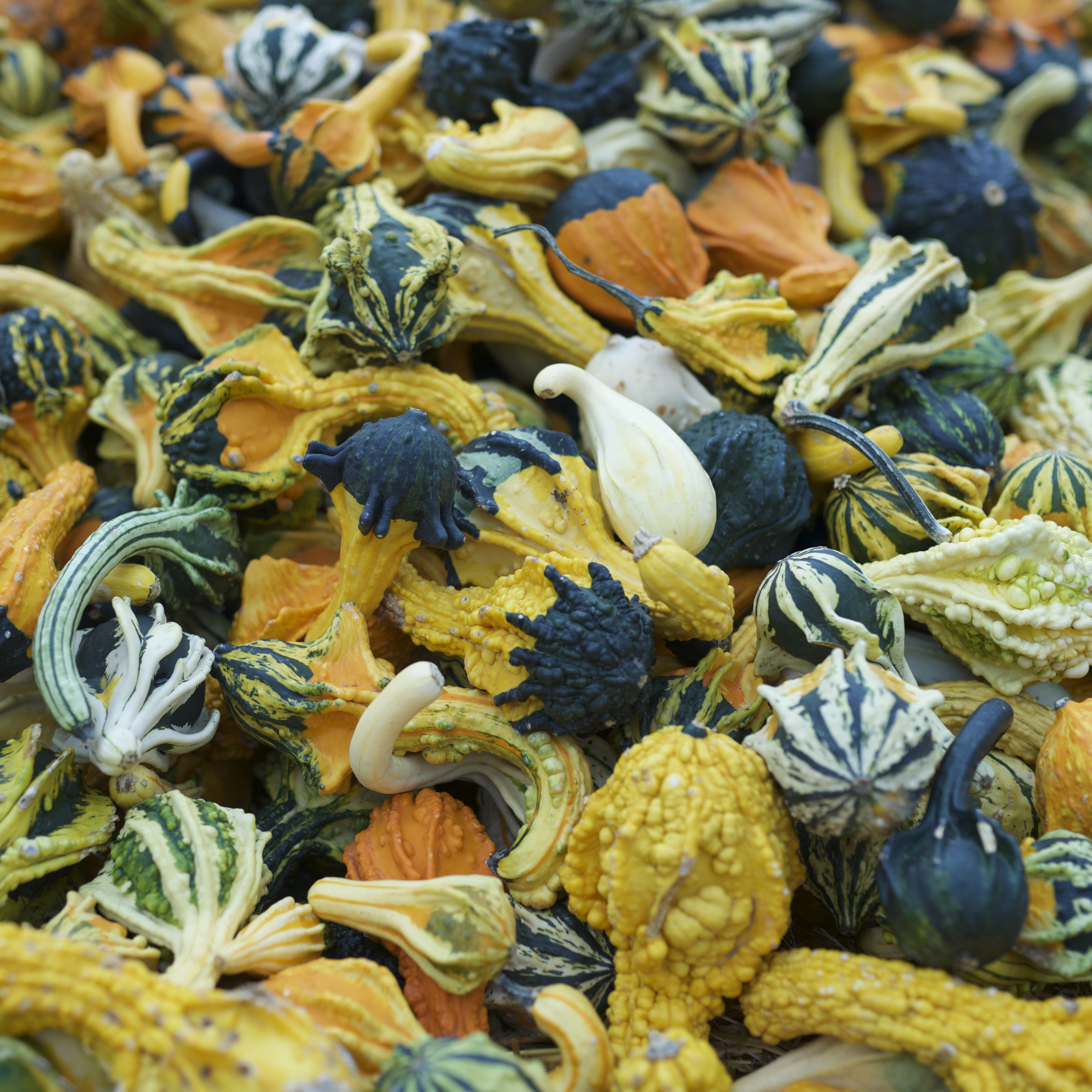

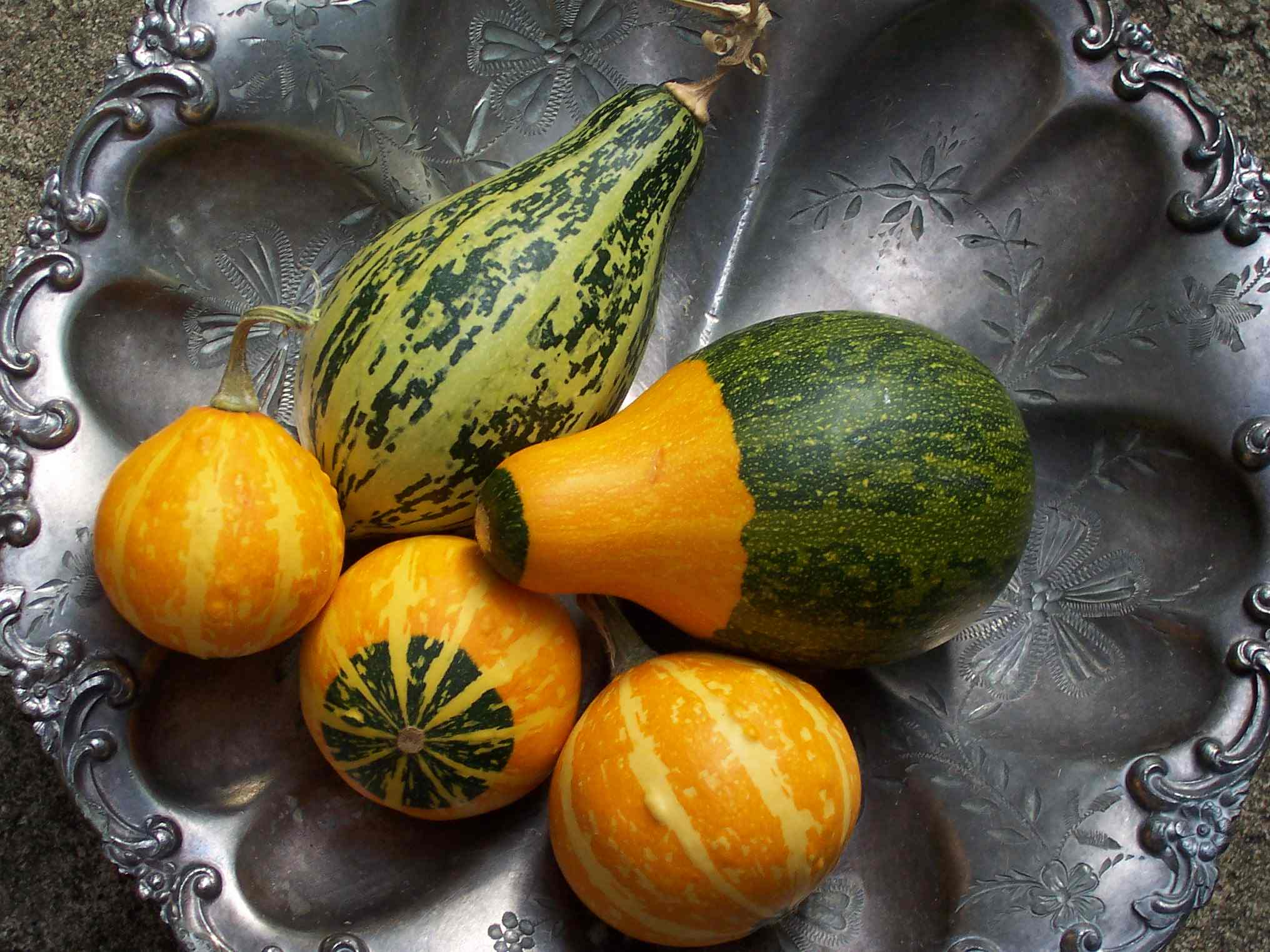

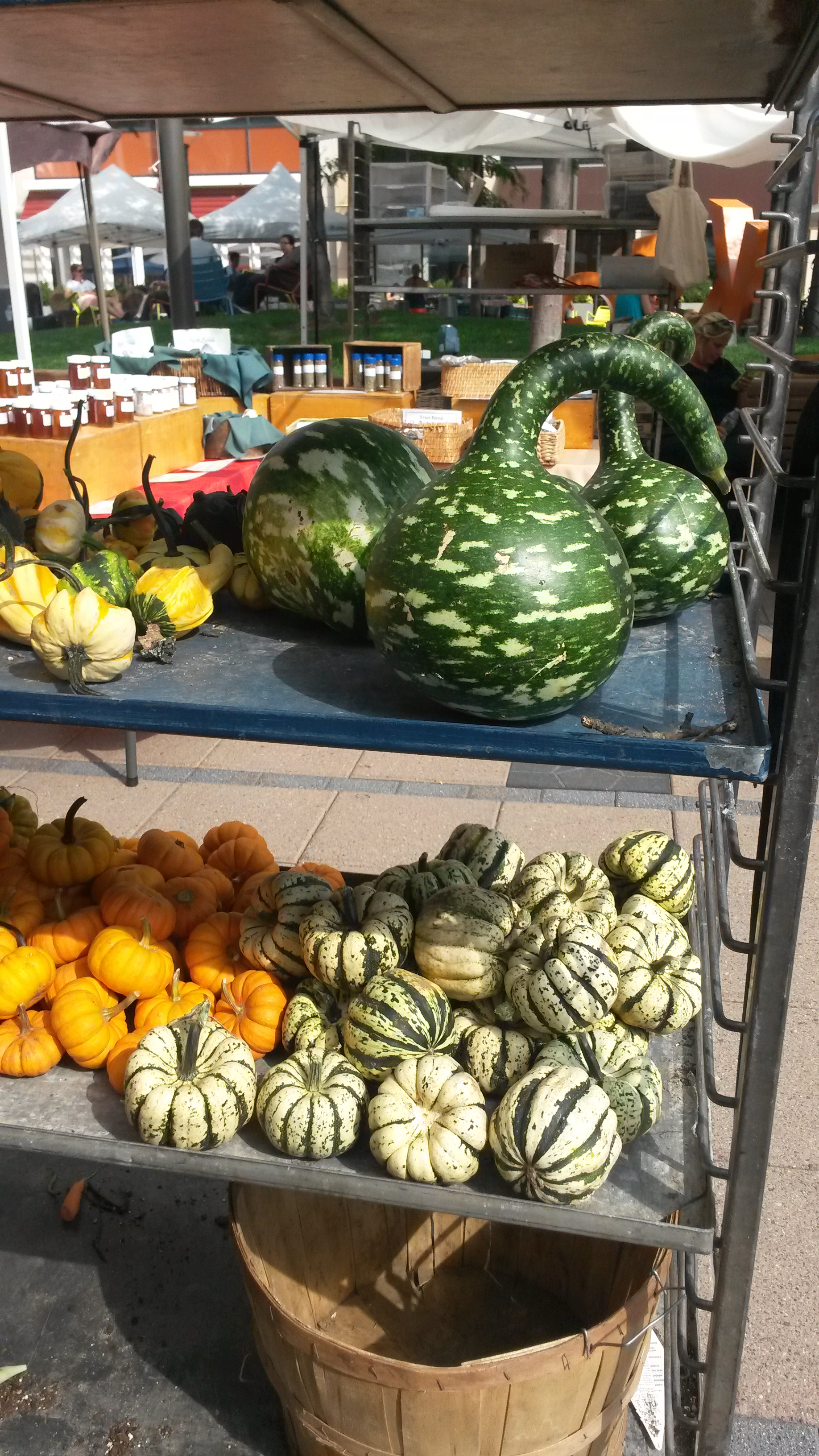
کدو قلیایی در نمایشگاه کمبریج، ماساچوست

کدو قلیایی (انگلیسی: gourd)، نام یک تیره از راسته کدوییان، است. این کدوها از ۱۳۰۰۰ سال پیش از میلاد در مصرف غذایی و ساخت ابزارآلات هنری و موسیقی مورد استفاده قرار می‌گرفته است.